# Egeïsche Plaat

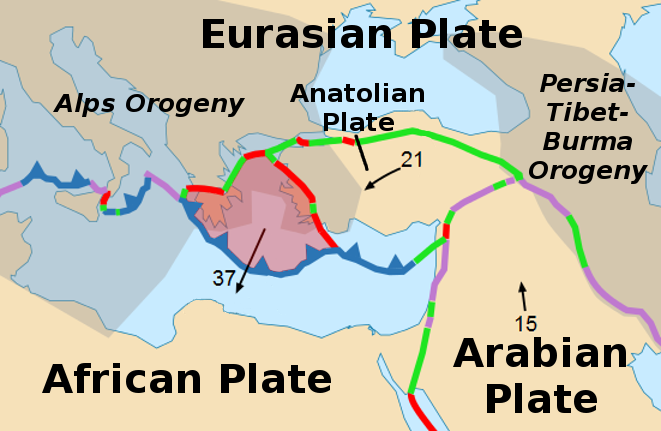
De locatie van de Egeïsche Plaat

De Egeïsche plaat is een kleine tektonische plaat in het zuidoosten van de Middellandse Zee waarop de Griekse eilanden, het westen van Turkije en de Egeïsche Zee liggen.

## Ligging
De Egeïsche plaat wordt in het noorden begrensd door de Euraziatische plaat en in het oosten door de Anatolische plaat.
In het zuiden vindt er subductie plaats, waarbij de Afrikaanse plaat onder de Egeïsche plaat schuift. Door het relatief hoge gewicht van de Afrikaanse plaat wordt de Egeïsche plaat uitgerekt en wordt deze plaat dunner. Hierdoor is deze continentale plaat overstroomd met zeewater. Het gevolg hiervan is dat slechts de toppen van het gebergte dat op deze plaat lag nog zichtbaar zijn; deze toppen vormen de eilanden die in de Egeïsche zee liggen, zoals de Cycladen. Een ander gevolg van deze subductie is de grote vulkanische activiteit in dit gebied. Een bekend voorbeeld van deze vulkanische activiteit is de vulkaan Santorini.